# جوان خام (فیلم)
جوان خام (فرانسوی: L'Adolescente‎) یک فیلم درام به کارگردانی ژن مورو است که در سال ۱۹۷۹ منتشر شد. از بازیگران آن می‌توان به سیمون سینیوره و میشل بلان اشاره کرد.